# Wankidi
Wankidi là một mandal thuộc Asifabad, bang Telangana, Ấn Độ.
Wankidi có tọa độ 19°28′54″B 79°18′59″Đ / 19,481768°B 79,3165056°Đ.